# کینگلیو
کینگلیو (به لاتین: Qingliu County) یک شهرستان در جمهوری خلق چین است که در سانمینگ واقع شده‌است.